# THE FEW
THE FEW (ざ・ふゅー) は日本のファッションブランド。主にミリタリーウェアを取り扱うファッションブランドである。正式名称はTHE FEW MFG. CO. LIMITED。A-2、G-1、B-3、B-6といったフライトジャケットを中心にレザージャケット等の製造販売を行っている。牛革、馬革、羊革、山羊革、ベルト革など世界9カ国から素材を集め、革の原皮 からジッパー、裏地、付属に至るまで一切の妥協を排除し最高のモノ作りを目指して 日々進化をしている南太平洋のニュージーランドのクライストチャーチから世界に発信しているフライトジャケットのブランドである。
2015年3月9日に各特約店宛てにメールにてニュージーランド工場の操業を終了する旨の通達をし、ニュージーランド工場での14年間の歴史に幕をおろした。今後はニュージーランド以外での操業を予定している。
マニラにて生産した2017-18モデルの新製品を発売し、生産を再開した。

## 設立の経緯
フライトジャケットを忠実に復刻するブランドとして定評がある。本社はニュージーランドに立地している。ザ・リアルマッコイズに在籍していた石塚政秀が旧リアルマッコイズ倒産後に、リアルマッコイズのニュージーランド工場の操業を引き継ぎ、2003年10月9日より代表を務める。
レザーフライトジャケットのクオリティとオリジナルへの忠実度が極めて高く、THE FEWのフライトジャケットは米映画「バンド・オブ・ブラザーズ」で撮影衣料として採用され、また、世界各地の航空博物館にも収蔵されている。

## その他
代表の石塚政秀は株式会社ゼロエンタープライズ・ジャパン取締役でもあり、零戦里帰りプロジェクトでも活動している。